# Frangy-en-Bresse
Pour les articles homonymes, voir Bresse (homonymie).
Frangy-en-Bresse est une commune française située dans le département de Saône-et-Loire, en région Bourgogne-Franche-Comté.

## Géographie
Frangy est située dans le sud-est de la Saône-et-Loire (71) en Bresse à 20 km de Lons-le-Saunier et 15 km de Louhans. On peut atteindre le village via l'A39 en sortant à l'aire du poulet de Bresse.
L'agriculture est typique de la Bresse : poulet, maïs, apiculture...

### Hydrographie
Frangy est traversée par la Seille du nord-est au sud-ouest. De nombreux cours d'eau viennent s'y jeter : ainsi, les rivières de la Brenne, de la Seillette et les ruisseaux de la Boissine et du Teuil alimentent la Seille lorsqu'elle traverse Frangy.

### Climat
Pour des articles plus généraux, voir Climat de la Bourgogne-Franche-Comté et Climat de Saône-et-Loire.
En 2010, le climat de la commune est de type climat océanique dégradé des plaines du Centre et du Nord, selon une étude du Centre national de la recherche scientifique s'appuyant sur une série de données couvrant la période 1971-2000. En 2020, Météo-France publie une typologie des climats de la France métropolitaine dans laquelle la commune est exposée à un climat semi-continental et est dans la région climatique Bourgogne, vallée de la Saône, caractérisée par un bon ensoleillement (1 900 h/an), un été chaud (18,5 °C), un air sec au printemps et en été et des vents faibles.
Pour la période 1971-2000, la température annuelle moyenne est de 10,9 °C, avec une amplitude thermique annuelle de 17,6 °C. Le cumul annuel moyen de précipitations est de 1 004 mm, avec 11,9 jours de précipitations en janvier et 8,2 jours en juillet. Pour la période 1991-2020, la température moyenne annuelle observée sur la station météorologique de Météo-France la plus proche, « Lombard », sur la commune de Lombard à 14 km à vol d'oiseau, est de 12,1 °C et le cumul annuel moyen de précipitations est de 1 128,6 mm. 
La température maximale relevée sur cette station est de 39,5 °C, atteinte le 24 juillet 2019 ; la température minimale est de −16,5 °C, atteinte le 5 février 2012,,.
Les paramètres climatiques de la commune ont été estimés pour le milieu du siècle (2041-2070) selon différents scénarios d'émission de gaz à effet de serre à partir des nouvelles projections climatiques de référence DRIAS-2020. Ils sont consultables sur un site dédié publié par Météo-France en novembre 2022.

## Urbanisme

### Typologie
Au 1er janvier 2024, Frangy-en-Bresse est catégorisée commune rurale à habitat très dispersé, selon la nouvelle grille communale de densité à sept niveaux définie par l'Insee en 2022.
Elle est située hors unité urbaine et hors attraction des villes,.

### Occupation des sols
L'occupation des sols de la commune, telle qu'elle ressort de la base de données européenne d’occupation biophysique des sols Corine Land Cover (CLC), est marquée par l'importance des territoires agricoles (94 % en 2018), une proportion sensiblement équivalente à celle de 1990 (94,5 %). La répartition détaillée en 2018 est la suivante : prairies (58,2 %), terres arables (26 %), zones agricoles hétérogènes (9,8 %), forêts (4,7 %), zones urbanisées (1,3 %). L'évolution de l’occupation des sols de la commune et de ses infrastructures peut être observée sur les différentes représentations cartographiques du territoire : la carte de Cassini (XVIIIe siècle), la carte d'état-major (1820-1866) et les cartes ou photos aériennes de l'IGN pour la période actuelle (1950 à aujourd'hui).

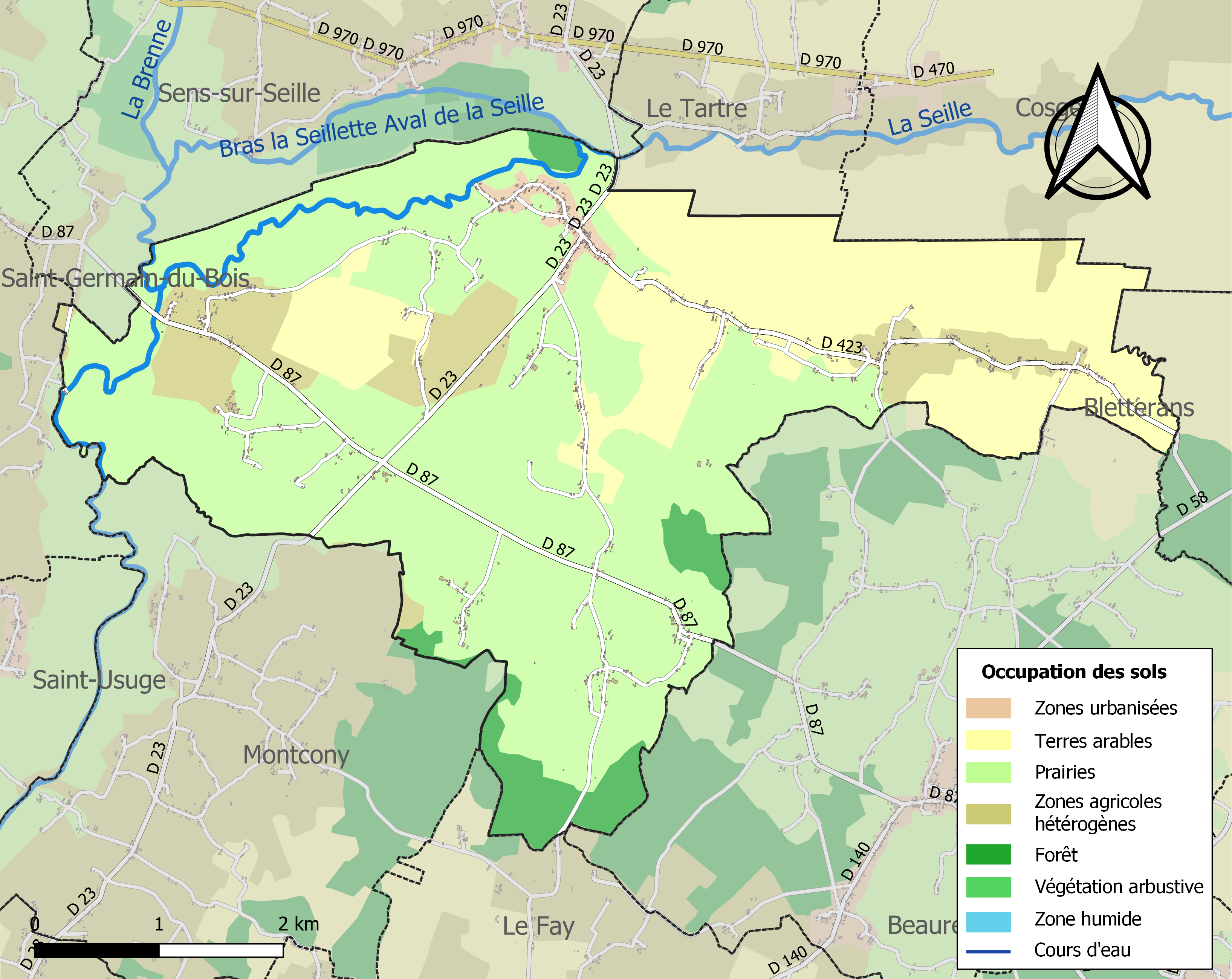
Carte des infrastructures et de l'occupation des sols de la commune en 2018 (CLC).

## Histoire
Frangy est devenue Frangy-en-Bresse en 1951 afin d'éviter les confusions avec Frangy, en Haute-Savoie.

## Politique et administration

### Tendances politiques et résultats

#### Élections présidentielles
Le village de Frangy-en-Bresse place en tête à l'issue du premier tour de l'élection présidentielle française de 2017, Marine Le Pen (RN) avec 29,56 % des suffrages. Mais lors du second tour, Emmanuel Macron (LaREM) est en tête avec 50,43 %.

#### Élections législatives
Le village de Frangy-en-Bresse faisant partie de la quatrième circonscription de Saône-et-Loire, place lors du 1er tour des élections législatives françaises de 2017, Cécile Untermaier (PS) avec 33,89 % ainsi que lors du second tour avec 75,34 % des suffrages.
Lors du 1er tour des élections législatives françaises de 2022, Cécile Untermaier (PS), députée sortante, arrive en tête avec 45,66 % des suffrages comme lors du second tour, avec cette fois-ci, 61,98 % des suffrages.

#### Élections régionales
Le village de Frangy-en-Bresse place la liste « Notre Région Par Cœur » menée par Marie-Guite Dufay, présidente sortante (PS) en tête, dès le 1er tour des élections régionales de 2021 en Bourgogne-Franche-Comté, avec 44,81 % des suffrages. Lors du second tour, les habitants décideront de placer de nouveau la liste de « Notre Région Par Cœur » menée par Marie-Guite Dufay, présidente sortante (PS) en tête, avec cette fois-ci, près de 54,50 % des suffrages. Loin devant les autres listes menées par Gilles Platret (LR) en seconde position avec 21,50 %, Julien Odoul (RN), troisième avec 20,50 % et en dernière position celle de Denis Thuriot (LaREM) avec 3,50 %. Il est important de souligner une abstention record lors de ces élections qui n'ont pas épargné Le village de Frangy-en-Bresse avec lors du premier tour 62,77 % d'abstention et au second, 58,61 %.

#### Élections départementales
Le village de Frangy-en-Bresse faisant partie du canton de Pierre-de-Bresse place le binôme de Aline Gruet (DVD) et Sébastien Jacquard (DVD), en tête, dès le 1er tour des élections départementales de 2021 en Saône-et-Loire avec 52 % des suffrages. Lors du second tour, les habitants décideront de placer de nouveau le binôme de Aline Gruet (DVD) et Sébastien Jacquard (DVD), en tête, avec cette fois-ci, près de 69,41 % des suffrages. Devant l'autre binôme menée par Ghislaine Fraisse (RN) et Bertrand Rouffiange (DVD) qui obtient 30,59 %. Il est important de souligner une abstention record lors de ces élections qui n'ont pas épargné le village de Frangy-en-Bresse avec lors du premier tour 62,77 % d'abstention et au second, 58,61 %.

### Liste des maires de Frangy-en-Bresse
| Période                                  | Période      | Identité         | Étiquette | Qualité                                     |
| ---------------------------------------- | ------------ | ---------------- | --------- | ------------------------------------------- |
| mars 2001                                | mars 2014    | Jean Meunier     |           |                                             |
| mars 2014                                | juillet 2018 | Patrick Guillot  | DVG       | Retraité de l'enseignement                  |
| septembre 2018                           | en cours     | Jocelyne Euvrard | DVG       | Cadre dans un cabinet d'expertise comptable |
| Les données manquantes sont à compléter. |              |                  |           |                                             |

## Démographie
L'évolution du nombre d'habitants est connue à travers les recensements de la population effectués dans la commune depuis 1793. Pour les communes de moins de 10 000 habitants, une enquête de recensement portant sur toute la population est réalisée tous les cinq ans, les populations de référence des années intermédiaires étant quant à elles estimées par interpolation ou extrapolation. Pour la commune, le premier recensement exhaustif entrant dans le cadre du nouveau dispositif a été réalisé en 2005.

En 2022, la commune comptait 672 habitants, en évolution de +7,69 % par rapport à 2016 (Saône-et-Loire : −1,06 %, France hors Mayotte : +2,11 %).
| 1793  | 1800  | 1806  | 1821  | 1831  | 1836  | 1841  | 1846  | 1851  |
| ----- | ----- | ----- | ----- | ----- | ----- | ----- | ----- | ----- |
| 1 728 | 1 536 | 1 863 | 1 942 | 2 082 | 2 100 | 1 747 | 1 698 | 1 717 |

| 1856  | 1861  | 1866  | 1872  | 1876  | 1881  | 1886  | 1891  | 1896  |
| ----- | ----- | ----- | ----- | ----- | ----- | ----- | ----- | ----- |
| 1 671 | 1 697 | 1 692 | 1 669 | 1 662 | 1 636 | 1 643 | 1 585 | 1 545 |

| 1901  | 1906  | 1911  | 1921  | 1926  | 1931  | 1936  | 1946  | 1954  |
| ----- | ----- | ----- | ----- | ----- | ----- | ----- | ----- | ----- |
| 1 550 | 1 582 | 1 565 | 1 443 | 1 441 | 1 328 | 1 277 | 1 180 | 1 066 |

| 1962 | 1968 | 1975 | 1982 | 1990 | 1999 | 2005 | 2006 | 2010 |
| ---- | ---- | ---- | ---- | ---- | ---- | ---- | ---- | ---- |
| 951  | 795  | 696  | 656  | 552  | 576  | 592  | 600  | 642  |

| 2015 | 2020 | 2022 | - | - | - | - | - | - |
| ---- | ---- | ---- | - | - | - | - | - | - |
| 629  | 666  | 672  | - | - | - | - | - | - |

## Culture locale et patrimoine

### Lieux et monuments
Parmi les principaux lieux et monuments de Frangy-en-Bresse figurent : 
- le monument aux morts, construit aux abords de la mairie en 1921 et constitué d'une pyramide supportant un poilu à demi renversé tenant sur sa poitrine le drapeau de la France ;
- le bourg, régulièrement animé par l'Amicale des anciens élèves ;
- le moulin de Clémencey, représentatif des nombreux moulins bordant la Seille et ayant conservé l'ensemble des machines de production (ce qui a justifié son inscription au titre des Monuments historiques en 2021[25]) ;
- le stade municipal, qui accueille chaque année la Fête de la rose de Frangy-en-Bresse (fin août).

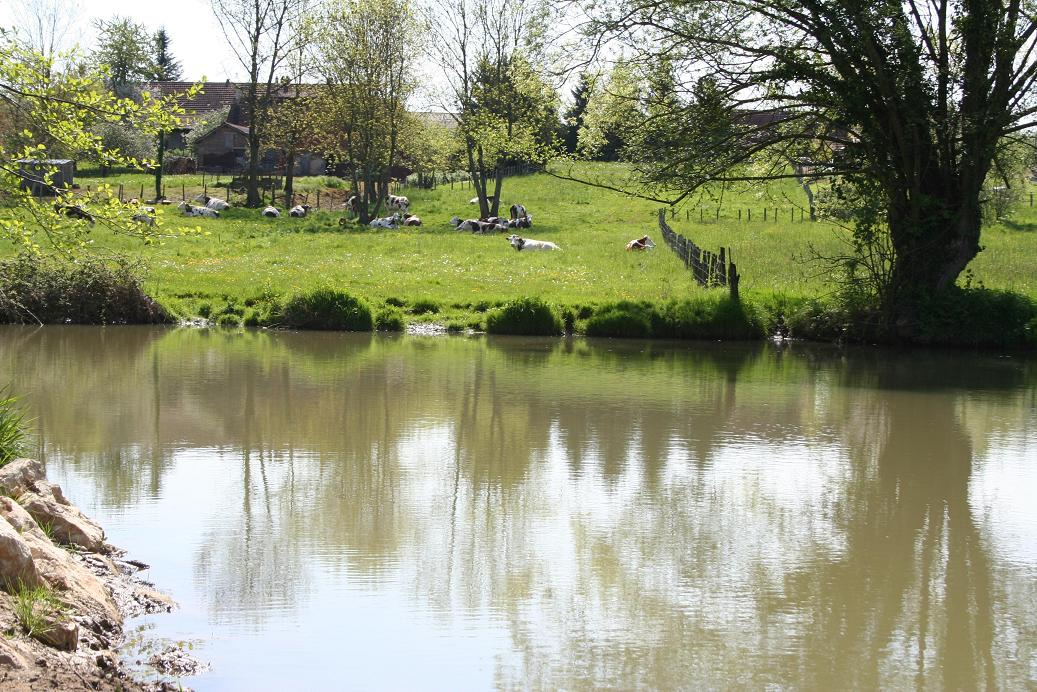
La Seille dans sa traversée de Frangy-en-Bresse.
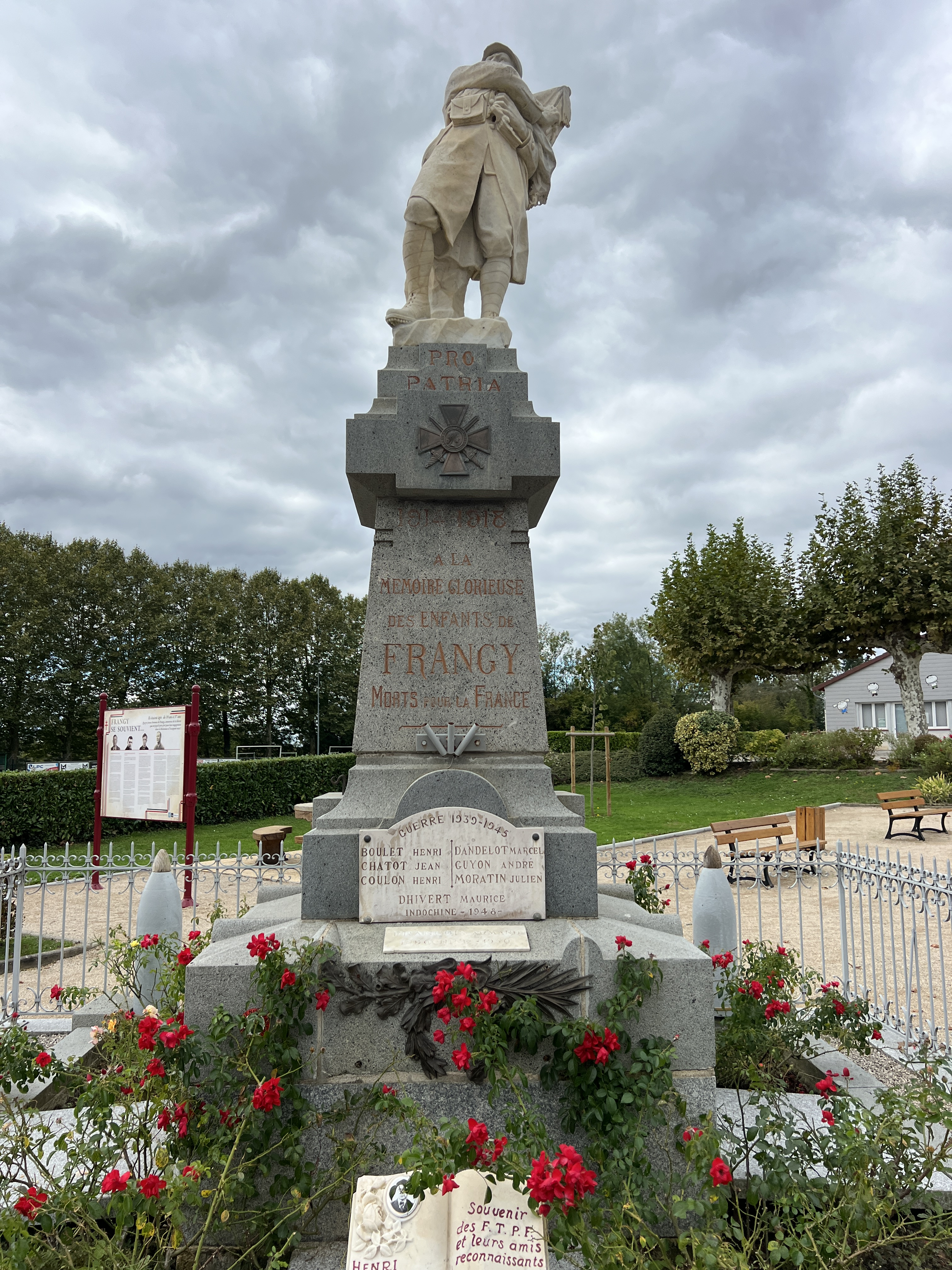
Le monument aux morts, élevé en 1921.
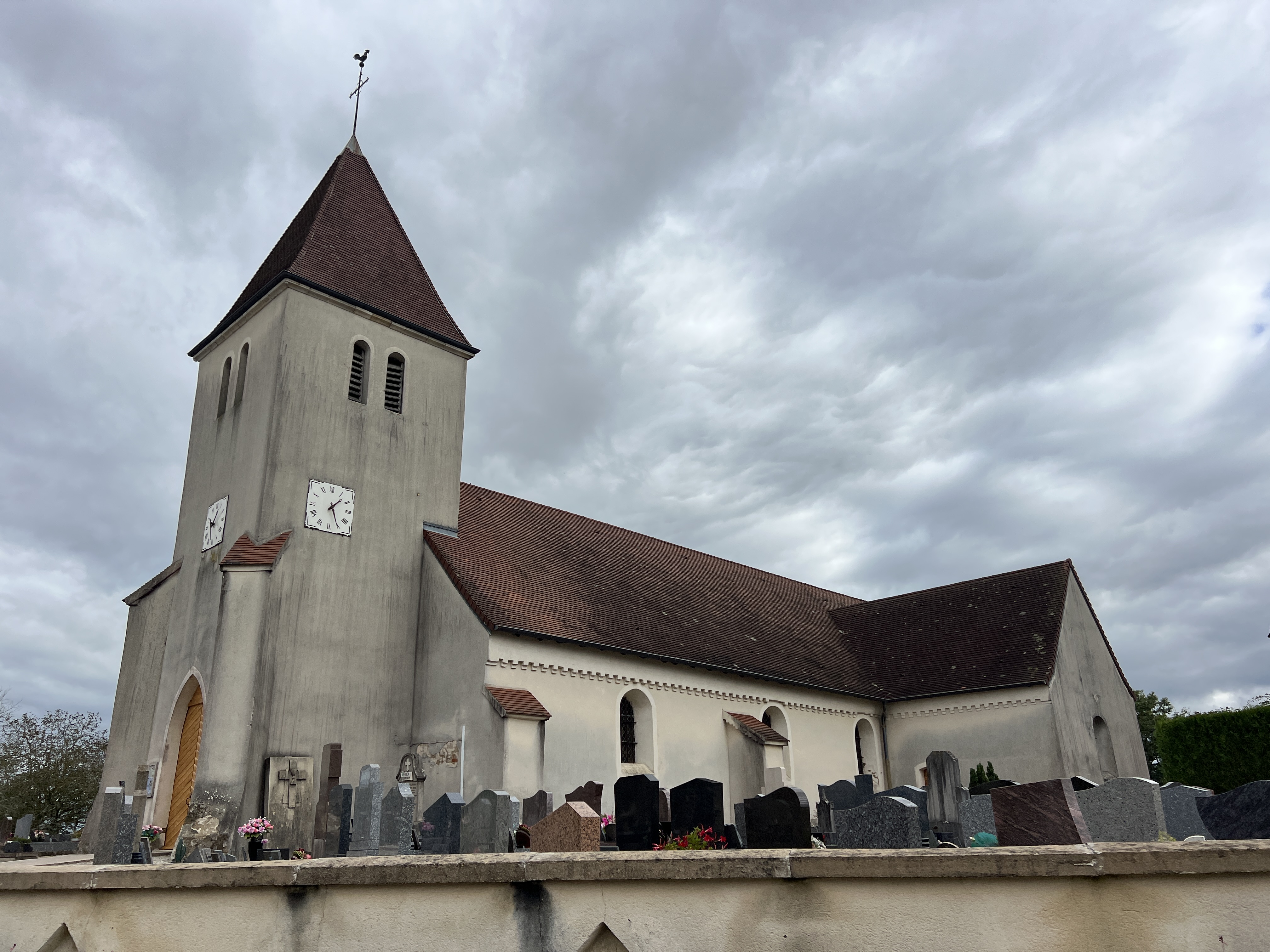
L'église de Frangy-en-Bresse, sous le vocable de saint Denis.

La commune est, depuis 1973, le lieu de rassemblement des socialistes lors de la traditionnelle Fête de la rose de Frangy-en-Bresse organisée fin août.

### Personnalités liées à la commune
- Pierre Joxe y possède une résidence secondaire.
- Arnaud Montebourg alors député, y déclare le samedi 20 novembre 2010 sa candidature aux primaires du Parti socialiste pour l'élection présidentielle de 2012 et a fait le dimanche 24 août 2014 un discours critique sur la politique du gouvernement, dont il fait partie en tant que ministre de l'économie, du redressement productif et du numérique. Le lendemain, le Premier ministre, Manuel Valls, remet la démission de son gouvernement au Président qui le charge de composer un nouveau gouvernement.

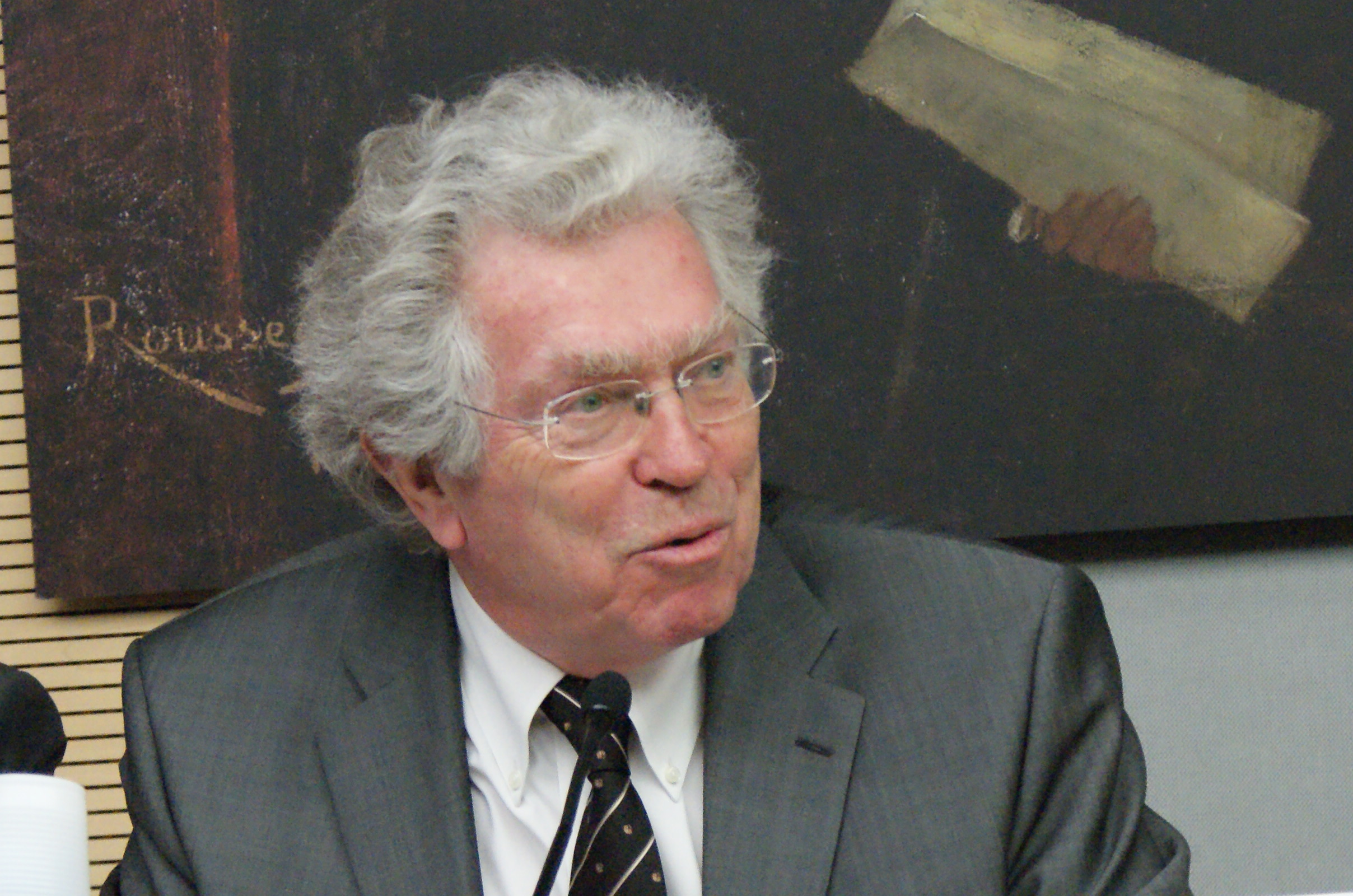
Pierre Joxe.
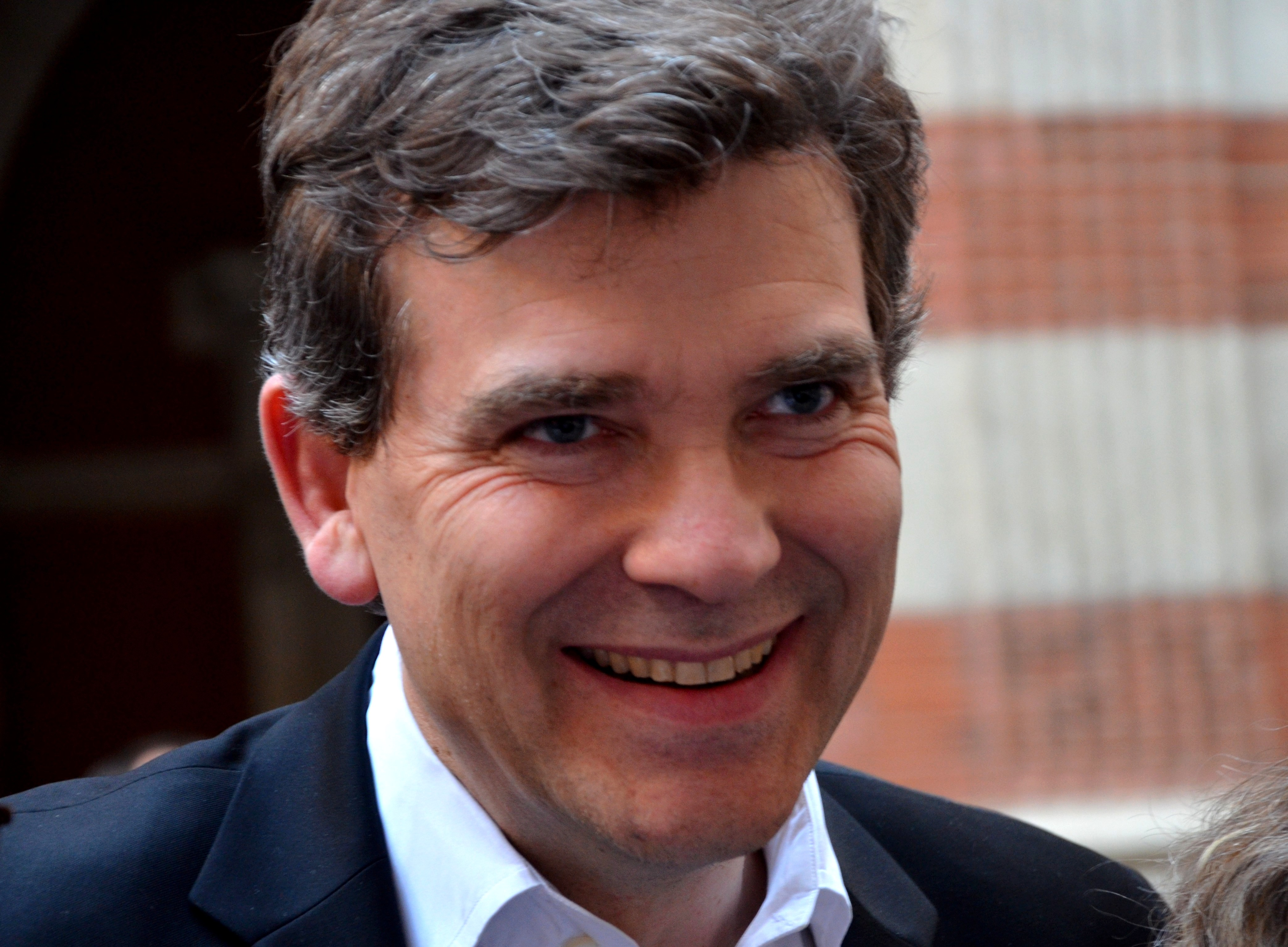
Arnaud Montebourg.

### Héraldique
| Blason de Frangy-en-Bresse | Blason  | D'azur au lion d'or tenant dans sa patte senestre une épée d'argent garnie d'or. |
| Blason de Frangy-en-Bresse | Détails | Le statut officiel du blason reste à déterminer.                                 |

## Pour approfondir